# Tupelo, Mississippi
Tupelo là một thành phố thuộc quận Lee, tiểu bang Mississippi, Hoa Kỳ. Năm 2010, dân số của thành phố này là 34 546 người.

## Dân số
- Dân số năm 2000: 34 215 người.
- Dân số năm 2010: 34 546 người.